# Línea 656 (Interurbanos Madrid)
La línea 656 de la red de autobuses interurbanos de Madrid une el intercambiador de Moncloa con Pozuelo de Alarcón.

## Características
Esta línea une el intercambiador de Moncloa con el centro de Pozuelo de Alarcón. El trayecto tiene una duración de 40 minutos entre cabeceras.
Circula por el carril Bus-VAO de la A-6 mientras esté abierto.
Siguiendo la numeración de líneas del CRTM, las líneas que circulan por el corredor 6 son aquellas que dan servicio a los municipios situados en torno a la A-6 y comienzan con un 6. Aquellas numeradas dentro de la decena 650 corresponden a aquellas que circulan por Pozuelo de Alarcón y Majadahonda.
La línea no mantiene los mismos horarios todo el año, desde el 1 al 31 de agosto se reducen el número de expediciones, además de los días excepcionales vísperas de festivo y festivos de Navidad en los que los horarios también cambian y se reducen.
Está operada por la empresa Avanza Movilidad Integral mediante la concesión administrativa VCM-601 - Madrid – Pozuelo de Alarcón –  Majadahonda – Alcorcón (Viajeros Comunidad de Madrid) del Consorcio Regional de Transportes de Madrid.

## Horarios
| Lunes a viernes laborables (1 sept. - 31 julio)              |
| De 6:30 a 10:29 cada 7 minutos                               |
| De 10:35 a 22:25 cada 10-12 minutos                          |
| A 22:45 - 22:55 - 23:05 - 23:15 - 23:30 - 0:00 0ː15* - 0ː30* |
| El servicio de las 21:26 sólo se realiza los días lectivos.  |
| Lunes a viernes laborables (Agosto)                          |
| De 6:36 a 10:33 cada 12 minutos                              |
| De 10:45 a 24:00 cada 15 minutos                             |
| A 0ː15* - 0ː30*                                              |
| Sábados laborables (1 sept. - 31 julio)                      |
| De 6:30 a 14:14 cada 16 minutos                              |
| De 14:32 a 23:52 cada 20 minutos                             |
| A 0ː15* - 0ː38*                                              |
| Sábados laborables (Agosto)                                  |
| De 6:40 a 24:00 cada 20 minutos                              |
| A 0ː20*                                                      |
| Domingos y festivos (1 sept. - 31 julio)                     |
| De 8:00 a 23:58 cada 20-25 minutos                           |
| A 0ː23*                                                      |
| Domingos y festivos (Agosto)                                 |
| De 7:53 a 23:43 cada 25 minutos                              |
| A 0ː08* - 0ː33*                                              |
| *Salen de la Calle de la Princesa.                           |

| Lunes a viernes laborables (1 sept. - 31 julio)                      |
| De 5:50 a 9:55 cada 7 minutos                                        |
| De 10:05 a 22:25 cada 10-12 minutos                                  |
| A 22:50 - 23:15 - 23ː35* - 23ː50* - 0ː10* - 0ː30*                    |
| Los servicios de las 6:56 y 8:41 sólo se realizan los días lectivos. |
| Lunes a viernes laborables (Agosto)                                  |
| De 6:00 a 10:00 cada 12 minutos                                      |
| De 10:00 a 23:15 cada 15 minutos                                     |
| A 23ː30* - 23ː45*                                                    |
| Sábados laborables (1 sept. - 31 julio)                              |
| De 5:50 a 13:34 cada 16 minutos                                      |
| De 13:52 a 23:12 cada 20 minutos                                     |
| A 23ː35* - 23ː58* - 0ː30*                                            |
| Sábados laborables (Agosto)                                          |
| De 6:00 a 23:20 cada 20 minutos                                      |
| A 23ː40*                                                             |
| Domingos y festivos (1 sept. - 31 julio)                             |
| De 7:20 a 15:00 cada 20 minutos                                      |
| De 15:00 a 23:20 cada 25 minutos                                     |
| A 23ː45* - 0ː10*                                                     |
| Domingos y festivos (Agosto)                                         |
| De 7:15 a 23:05 cada 25 minutos                                      |
| A 23ː30* - 23ː55*                                                    |
| *Llegan a la Calle de la Princesa.                                   |

## Recorrido y paradas
NOTA: Las paradas sombreadas en morado se realizan con el carril Bus-VAO abierto, mientras que las sombreadas en azul se realizan cuando circula por el lateral de la A-6.

### Sentido Pozuelo
| Código                                 | Parada                                           | Común con                                                                                             | Conexión con Metro | Municipio          | Zona |
| -------------------------------------- | ------------------------------------------------ | --- | ------------------ | ------------------ | ---- |
| Terminal de las expediciones diurnas   |                                                  | |                    |                    |      |
| 17480                                  | Intercambiador de Moncloa (dársena 31)           | | Moncloa            | Madrid             |      |
| Terminal de las expediciones nocturnas |                                                  | |                    |                    |      |
| 6003                                   | Moncloa (Ministerio del Aire)                    | 651 652 654 655 656A 657 658A N901 N902 N906                                                          | Moncloa            | Madrid             |      |
| Paradas del itinerario común           |                                                  | |                    |                    |      |
| 1332                                   | Escuela Agronómica                               | 83 133 162 164 621 622 623 624 624A 625 627 628 629 651 652 653 654 655 656A 657 658                  |                    | Madrid             |      |
| 1334                                   | Palacio de La Moncloa                            | 83 133 162 164 621 622 623 624 624A 625 627 628 629 651 652 653 654 655 656A 657 658                  |                    | Madrid             |      |
| 1336                                   | Estadística - Geografía e Historia               | 83 133 162 651 652 653 654 655 656A 657 658                                                           |                    | Madrid             |      |
| 1338                                   | Veterinaria                                      | 83 133 162 164 621 622 623 624 624A 625 627 628 629 651 652 653 654 655 656A 657 658 661 661A 662 664 |                    | Madrid             |      |
| 11143                                  | P.º Ermita - Santa Teresa                        | 656A 657                                                                                              |                    | Madrid             |      |
| 10585                                  | Ana Teresa - Pléyades                            | 656A 657                                                                                              |                    | Madrid             |      |
| 3444                                   | Ana Teresa - Antares                             | 160 656A 657                                                                                          |                    | Madrid             |      |
| 4795                                   | Pico Ocejón - Osa Mayor                          | 160 163 657 815                                                                                       |                    | Madrid             |      |
| 06275                                  | Av. Osa Mayor - Arándiga                         | 815                                                                                                   |                    | Madrid             |      |
| 06029                                  | Av. Osa Mayor - Batalla de Garellano             | 815                                                                                                   |                    | Madrid             |      |
| 06276                                  | Leopoldo Calvo Sotelo - Hnos. Fernández Carvajal | 815                                                                                                   |                    | Pozuelo de Alarcón |      |
| 06277                                  | Av. Juan XXIII - Colegios                        | 560 658 815                                                                                           |                    | Pozuelo de Alarcón |      |
| 06278                                  | Av. Juan XXIII - Severo María Agustín            | 560 563 815 3                                                                                         |                    | Pozuelo de Alarcón |      |
| 09052                                  | Cº Huertas - Cruz Roja                           | 560 650A 815 3                                                                                        |                    | Pozuelo de Alarcón |      |
| 09377                                  | Mártires Oblatos - Av. Juan XXIII                | 560 650A 815 2                                                                                        |                    | Pozuelo de Alarcón |      |
| 06279                                  | Av. Juan Pablo II - Portugalete                  | 560 650A 815                                                                                          |                    | Pozuelo de Alarcón |      |
| 06280                                  | Av. Juan Pablo II - Patones                      | 560 650A 658 815                                                                                      |                    | Pozuelo de Alarcón |      |
| 15386                                  | Av. Juan Pablo II - Portugalete                  | |                    | Pozuelo de Alarcón |      |
| 18284                                  | Luis Béjar - Pza. Padre Vallet                   | 562 564 656A 2                                                                                        |                    | Pozuelo de Alarcón |      |
| 06283                                  | Tenerías - Av. Huerta Grande                     | |                    | Pozuelo de Alarcón |      |

### Sentido Madrid
| Código                                 | Parada                                 | Común con                                                                                         | Conexión con Metro | Municipio          | Zona |
| -------------------------------------- | -------------------------------------- | ------------------------------------------------------------------------------------------------- | ------------------ | ------------------ | ---- |
| 06283                                  | Tenerías - Av. Huerta Grande           |                                                                                                   |                    | Pozuelo de Alarcón |      |
| 18369                                  | Campomanes - Ctra. Majadahonda         | 562 564 656A 3                                                                                    |                    | Pozuelo de Alarcón |      |
| 06478                                  | Antonio Becerril - Javier Fdez. Golfín | 561 561A 561B 562 564 566 650B 656A 657 3                                                         |                    | Pozuelo de Alarcón |      |
| 06445                                  | Antonio Becerril - Ayuntamiento        | 561 561A 561B 562 564 566 650B 656A 657 657A 815 1 2 3                                            |                    | Pozuelo de Alarcón |      |
| 06287                                  | Cirilo Palomo - Chinchón               | 562 564 658 656A 2                                                                                |                    | Pozuelo de Alarcón |      |
| 06289                                  | Av. Juan Pablo II - Av. Valdenigrales  | 658                                                                                               |                    | Pozuelo de Alarcón |      |
| 17666                                  | Av. Valdenigrales - Av. España         | 560 650B 658 815                                                                                  |                    | Pozuelo de Alarcón |      |
| 17667                                  | Av. España - Urb. Santa Teresa         | 560 650B 658 815                                                                                  |                    | Pozuelo de Alarcón |      |
| 09051                                  | Av. España - Pza. España               | 560 650B 815                                                                                      |                    | Pozuelo de Alarcón |      |
| 06291                                  | Av. Juan Pablo II - Pza. España        |                                                                                                   |                    | Pozuelo de Alarcón |      |
| 06292                                  | Av. Juan Pablo II - Mártires Oblatos   |                                                                                                   |                    | Pozuelo de Alarcón |      |
| 06293                                  | Almansa - Aragón                       |                                                                                                   |                    | Pozuelo de Alarcón |      |
| 06297                                  | Av. Juan XXIII - Colegios              | 560 658                                                                                           |                    | Pozuelo de Alarcón |      |
| 06298                                  | Leopoldo Calvo Sotelo - Castillo       | 815                                                                                               |                    | Pozuelo de Alarcón |      |
| 09868                                  | Av. Osa Mayor - Colegio                | 815                                                                                               |                    | Madrid             |      |
| 06299                                  | Av. Osa Mayor - Arándiga               | 815                                                                                               |                    | Madrid             |      |
| 3840                                   | Pléyades - Osa Mayor                   | 160                                                                                               |                    | Madrid             |      |
| 3447                                   | Osa Mayor - Carretera de Húmera        | 160 161                                                                                           |                    | Madrid             |      |
| 6272                                   | Araquil - Paseo Ermita                 | 160 161 657                                                                                       |                    | Madrid             |      |
| 3443                                   | Pléyades - Ana Teresa                  | 160 161 657                                                                                       |                    | Madrid             |      |
| 06268                                  | Av. Padre Huidobro - P.º Ermita        | 621 622 623 625 627 628 629 631 635 641 642 643 651 652 653 654 655 656A 657 661 661A 662 664 815 |                    | Madrid             |      |
| 4311                                   | Padre Huidobro - Carretera de Castilla | 162 621 622 623 624 624A 625 627 628 629 651 652 653 654 655 656A 657 658                         |                    | Madrid             |      |
| 23                                     | Estadística - Geografía e Historia     | Autobuses interurbanos del Corredor 6                                                             |                    | Madrid             |      |
| 1335                                   | Palacio de La Moncloa                  | Autobuses interurbanos del Corredor 6                                                             |                    | Madrid             |      |
| 1333                                   | Escuela Agronómica                     | Autobuses interurbanos del Corredor 6                                                             |                    | Madrid             |      |
| Terminal de las expediciones diurnas   |                                        |                                                                                                   |                    |                    |      |
| 17480                                  | Intercambiador de Moncloa (dársena 31) |                                                                                                   | Moncloa            | Madrid             |      |
| Terminal de las expediciones nocturnas |                                        |                                                                                                   |                    |                    |      |
| 6003                                   | Moncloa (Ministerio del Aire)          | 651 652 654 655 656A 657 658A N901 N902 N906                                                      | Moncloa            | Madrid             |      |

## Galería de imágenes

Mapa de la distribución de dársenas del intercambiador de Moncloa con la distribución de cabeceras de las líneas de autobuses, entre las que aparece la línea 656.